# كنيسة سان بابلو
كنيسة سان بابلو (بالإسبانية: Iglesia de San Pablo)‏ هي كنيسة تتبع الأمر الثالوثي، تقع في ميدان كولومبوس في مدينة سلامنكا في إسبانيا.